# Тринадцять (фільм, 1936)
«Тринадцять» (рос. Тринадцать) — радянський художній фільм 1936 року в жанрі істерн режисера Михайла Ромма. Перша повнометражна робота Ромма, яка принесла йому широку популярність.

## Сюжет
Середня Азія. Десять демобілізованих червоноармійців їдуть по пустелі до залізниці. З ними ще три людини: командир прикордонної застави Журавльов з дружиною Марією Миколаївною і старий-геолог. У пустелі вони знаходять колодязь і заховані кулемети — базу басмачів Ширмат-хана, якого Червона армія не може знешкодити вже цілий рік. Відправивши одного бійця за підмогою, інші залишаються, щоб утримати басмачів. У колодязі, втім, майже немає води, але червоноармійці ретельно приховують це від басмачів, що підійшли. Бандити сильно потерпають від спраги й роблять шалені атаки в спробі дістатися до колодязя. У нерівному бою гинуть майже всі захисники колодязя, а басмачів захоплює наспіла червона кіннота.

## У ролях
- Іван Новосельцев —  Журавльов, командир загону
- Олена Кузьміна —  Марія Миколаївна, дружина Журавльова
- Олександр Чистяков —  Олександр Петрович Постников, професор-геолог
- Андрій Файт —  Скуратов, білогвардійський підполковник
- Іван Кузнецов —  Юсуф Акчурін
- Олексій Долинін —  Олексій Тимошкін
- Петро Масоха —  Свириденко
- Іван Юдін —  Петров
- Дмитро Зольц —  Митя Левкоєв
- Віктор Кулаков —  Микола Баландін
- Степан Крилов —  Журба
- Олександр Кепінов —  Мурадов
- Ага-Рза Кулієв —  Кулієв
- Микола Крючков —  Микола Гусєв  (немає в титрах)
- Серафим Козьминський — Микола Гусєв
- Олександр Чекаєвський — епізод
- Віктор Аркасов — епізод

## Знімальна група
- Режисер — Михайло Ромм
- Сценаристи — Йосип Прут, Михайло Ромм
- Оператори — Борис Волчек, Сергій Уралов
- Композитор — Анатолій Александров
- Художники — Володимир Єгоров, Михайло Карякін, Андрій Нікулін